# Furggbach (Gornera)
Der Furggbach ist ein rund vier Kilometer langer Wildbach im Bezirk Visp des Kantons Wallis der Schweiz.
Der Furggbach sammelt das Wasser des Furgggletschers. Der vom Gornergletscher gespeiste Gornerbach fliesst dem Furggbach zu, bevor dieser bei Furi in die Gornera mündet. 